# Kazanka (miejscowość)
Kazanka – osiedle typu miejskiego w obwodzie mikołajowskim na Ukrainie, siedziba władz rejonu kazankowskiego.

## Historia
Miejscowość została założona w 1820, leży nad rzeką Wysuń.
W 1989 liczyła 9030 mieszkańców.
W 2013 liczyła 7252 mieszkańców.